# Akout
Akout est une association de l'île de La Réunion. Créée en octobre 2007, son but est de promouvoir les artistes et les musiques de La Réunion afin de faciliter leur diffusion à travers le monde. Pour ce faire, le site http://www.akout.com propose un portail de la musique réunionnaise : pages informatives sur les artistes, écoute en ligne, plateforme de téléchargement légal et gratuit, clips, jeux-concours, agenda des concerts, forum de discussion, etc.
Le site dispose aussi d'une webradio qui diffuse un programme continu de musiques réunionnaises. La programmation se veut représentative de toutes les périodes musicales (des premiers enregistrements publiés sur disques jusqu'aux dernières nouveautés) et de tous les genres produits sur l'île (séga, maloya, jazz, rock, chanson, etc.). 
L'association Akout est présidée par Arno Bazin (membre du groupe Tapok) et dirigée par Guillaume Peroux.

## Liens
- (fr) Site d'Akout
- (fr) MySpace d'Akout
- (fr) Interview de Guillaume Peroux, directeur de l'association Akout